# Gårda BK
Gårda BK är en fotbollsklubb från Göteborg bildad den 1 november 1919 som spelade i Fotbollsallsvenskan under åtta raka säsonger 1935–1943. Klubbens färger är vinröda tröjor och vinröda eller vita byxor.
Klubben hade under sin storhetstid flera landslagsspelare i truppen. Mest känd för allmänheten blev ändå sedermera proffset Gunnar Gren.
Gårda hade under en tid (1946–1955) sektioner också för handboll och ishockey.

## Historia

### Bildandet
Gårda Bollklubb grundades på Café Sparven i Gårda den 1 november 1919 där 24-årige John Johansson valdes till ordförande. Från början var fotbollsdressen brun/svartrandig för att senare bytas ut mot en grön tröja med ett vitt band över bröstet som slutligen övergick till det klassiskt helt vinröda matchstället.

### Uppåt i seriesystemet
År 1921 deltog fotbollslaget i Göteborgsserien klass 4 där man kom på andra plats. Vandringen uppåt i seriesystemet började på allvar i och med segern i Västsvenska division III 1932/1933 och laget vann redan två år senare Västra serien i division II i 1934/1935 (landets näst högsta serie) och därmed gick man vidare till kvalspel mot Malmö FF. Efter varsin vinst vann Gårda en tredje match (som behövdes då det vid tiden inte fanns någon regel om bortamål) med 2–0, detta på neutral plan i Stockholm. Därmed var den lilla kvartersklubben sensationellt nog klara för Allsvenskan. 

### I Allsvenskan

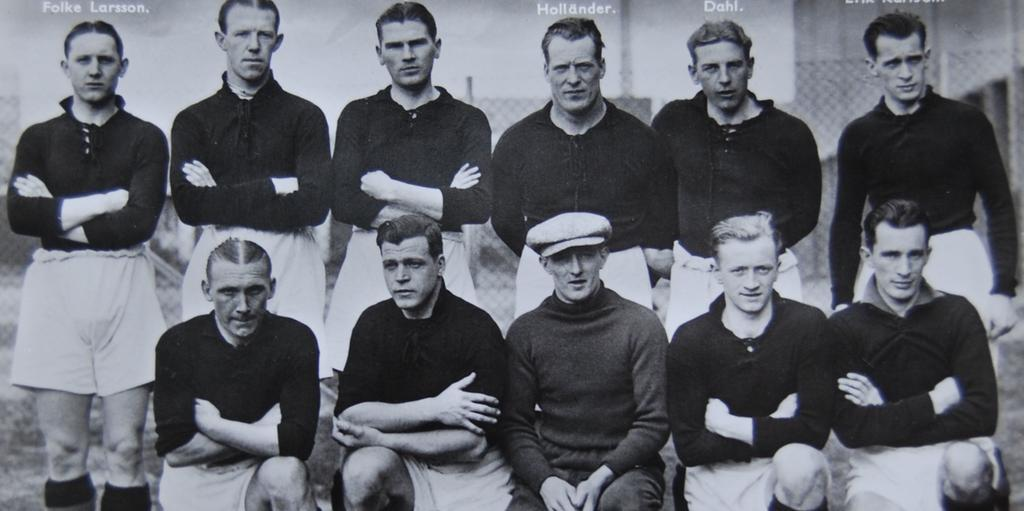
Gårda BK 1937/1938. Stående från vänster: Folke Larsson, Nils Wallgren, Holger Bengtsson, Lennart Holländer, Thure Dahl, Erik Karlsson. Knästående från vänster: Roland Lindberg, Mauritz Åkervall, Henock Abrahamsson, Gustaf Söderberg och Einar Karlsson.

I vinröda tröjor sprang Gårda BK ut för sin allsvenska debut mot AIK söndagen den 28 juli 1935. Många trodde att sejouren i den högsta serien skulle bli kortvarig men klubben skulle klara sig kvar i åtta säsonger. Som bäst slutade man femma, säsongerna 1937/1938 och 1938/1939, då Gårda dessutom var bästa Göteborgsklubb. Under 1938 sattes publikrekordet då hela 26 178 åskådare räknades in i en match mot IK Brage.
Säsongen 1942/1943 åkte Gårda ur Allsvenskan efter att endast ha vunnit 2 av 22 matcher. När sedan ”Buss-Oscar” Johansson, som varit klubbens ordförande och en eldsjäl som värvat spelare (ibland genom att samtidigt erbjuda arbete), år 1945 gick bort försvann en viktig sponsor och samtidigt en arbetsgivare. Tiderna blev svåra för Gårda som efter tre år i landets näst högsta serie hamnade sist i Division II västra 1945/1946. Så högt i seriesystemet har klubben sedan dess inte varit.

### Nutid
Säsongen 2014 vann Gårda BK division 6A Göteborg och tog därmed klivet upp till division 5. Sejouren i division 5A blev kortvarig då man redan första året tog steget upp i division 4. År 2018 blev klubben uppflyttade till division 3 Nordvästra Götaland, men år 2020 var klubben tillbaka i division 4 efter en tiondeplats i division 3 säsongen 2019.

## Profiler i den vinröda tröjan
Landslagets centerhalv Harry "Båten" Johansson var en av de första etablerade spelarna att ansluta till Gårda. Detta skedde då han efter att ha blivit arbetslös hade erbjudits en plats i laget och dessutom ett jobb av ordförande "Buss-Oscar". År 1936 spelade den förste allsvenska skyttekungen (1925) "Svarte-Filip" Johansson i klubben och 1938 debuterade sedermera landslagsmannen och proffset Gunnar Gren, som hade Gårda som moderklubb, i Allsvenskan för klubben.
Målvakten Henock Abrahamsson spelade några matcher i landslaget och var förstemålvakt i VM 1938. Karl-Alfred Jacobsson spelade i junioråldern för klubben innan han gick till RIK och senare Gais där han blev allsvensk skyttekung. Inför säsongen 2005, då klubben spelade i division 5, värvades de forna landslagsstjärnorna Kennet Andersson, Johnny Ekström och Thomas Ravelli till klubben.
Andra som varit engagerade i klubben är Mikael Martinsson och Ragnar Lennartsson.